# Benazepril
El benazepril (nombre comercial Lotensin) es un inhibidor de la enzima convertidora de angiotensina (IECA) indicado para el tratamiento de la hipertensión arterial, insuficiencia cardíaca y la insuficiencia renal crónica. El benazepril viene en comprimidos de diferentes concentraciones, 5 mg, 10 mg, 20 mg y 40 mg que se toman por vía oral. El benazepril también viene en presentación combinada con la hidroclorotiazida (Lotensin HCT) y con la amlodipina (Lotrel).

## Farmacocinética
El benazepril es absorbido al menos en un 37% después de su administración oral y es metabolizado en el hígado mediante corte de su grupo éster, convirtiéndose en su forma activa llamada benazeprilato. Como todos los IECA, el benazepril cruza la barrera placentaria y también penetra la leche materna en pequeñas cantidades.